# 김원기 (프로게이머)
김원기(1985년 7월 27일 ~ )는 대한민국의 전직 스타크래프트 II 프로게이머이다. FruitDealer라는 아이디를 사용하며, 종족은 저그이다.

## 개요

### 스타크래프트
2006년 상반기 드래프트에서 이네이쳐 탑(현 이스트로)의 2차 지명으로 입단하였다.
한때 이스트로의 프로게이머로 활동하다가 2008년 6월 3일 은퇴를 선언했다.

### 스타크래프트 II
2010년 TSL팀에 합류하여 스타크래프트 II 게이머로 복귀하였으며 글로벌 스타크래프트 II 리그의 초대 리그인 TG삼보-인텔 STARCRAFT II OPEN Season 1에서 우승을 차지했다.
스타크래프트 II의 개발사인 블리자드 엔터테인먼트는 김원기의 우승을 기념하여 특별 컨셉 아트를 헌정하기도 했다.
오픈시즌 우승으로 인하여 김원기는 쩌그(쩌는 저그)라는 별명을 얻기도 하였으나 오픈시즌 우승 이후 현재까지 뚜렷한 활약상을 보이지는 않고 있다. 2011년 7월 소속팀인 TSL과 결별하고 새로운 팀인 스타테일에 팀 동료였던 서기수와 함께 입단하였다.

### 리그 오브 레전드
스타테일의 원종욱 감독의 제안으로 스타테일 리그 오브 레전드 팀의 감독으로 선임되었다.
그 후에 성과가 안나와서 리그 오브 레전드 팀이 해체됐고 2013년 연초경에 군입대를 하였으며, 2014년 11월 26일에 전역했다.

## 수상 경력
스타크래프트 II : 프리미어 개인리그 우승 1회, 준우승 1회

### 스타크래프트
- 2005년 KT 경기북부장관배 우승
- 2005년 CKCG 8강
- 2005년 용산상공회장배 3위
- 2005년 대구 게임 페스티벌 4강
- 2005년 KBC 광주방송 금호월드배 아마추어 스타리그 우승
- 2005년 겜티비 남서울총장배 대학부스타리그 개인전 우승
- 2006년 제20회 커리지 매치 입상

### 스타크래프트 II
- 2010년 17173.com배 스타크래프트 II 월드컵 우승
- 2010년 WTA 챔피언십 준우승
- 2010년 PGR21 블리자드 스타2 베타테스터 토너먼트 우승
- 2010년 TG삼보-인텔 스타크래프트 II OPEN Season 1 우승 (vs 김성제 4:1)
- 2010년 소니 에릭슨 스타크래프트 II OPEN Season 2 32강
- 2010년 소니 에릭슨 스타크래프트 II OPEN Season 3 8강
- 2011년 소니 에릭슨 GSL Jan. Code S 32강
- 2011년 2세대 인텔 코어 글로벌 스타크래프트 II 리그 March Code S 32강
- 2011년 IEM Season VI - Global Challenge New York 준우승
- 2011년 LG 시네마 3D 글로벌 스타크래프트 II 리그 May Code S 16강
- 2011년 펩시콜라 글로벌 스타크래프트 II 리그 July Code S 32강
- 2011년 PEPSI 글로벌 스타크래프트 II 리그 Aug. Code A 16강
- 2011년 소니 에릭슨 글로벌 스타크래프트 II 리그 Oct. Code A 16강
- 2011년 소니 에릭슨 글로벌 스타크래프트 II 리그 Nov. Code A 48강